# Sam Garbarski
Sam Garbarski (Planegg, 13 febbraio 1948) è un regista e sceneggiatore belga.

## Biografia
Svolge l'attività di pubblicitario dagli anni settanta, cimentandosi nel 1997 con il suo primo cortometraggio. Nel 2003 debutta come sceneggiatore e regista in Le tango des Rashevski, storia parzialmente autobiografica. Nel 2007 la sua unica interpretazione da attore, diretto da Claude Miller.

## Filmografia

### Regista
- Le tango des Rashevski (2003)
- Irina Palm - Il talento di una donna inglese (Irina Palm) (2007)
- Quartier lointain (2010)
- Vijay - Il mio amico indiano (Vijay and I) (2013)
- Bye Bye Germany (Es war einmal in Deutschland...) (2017)

### Attore
- Un secret, regia di Claude Miller (2007)

## Riconoscimenti
- Festival internazionale del cinema di Berlino – 2007
  - Candidatura all'Orso d'oro per Irina Palm - Il talento di una donna inglese (Irina Palm)
  - Premio dei lettori del Berliner Mongerpost per Irina Palm - Il talento di una donna inglese (Irina Palm)
- David di Donatello – 2008
  - Miglior film dell'Unione europea per Irina Palm - Il talento di una donna inglese (Irina Palm)
- Globo d'oro – 2008
  - Miglior film europeo per Irina Palm - Il talento di una donna inglese (Irina Palm)
- Nastro d'argento – 2008
  - Migliore film europeo per Irina Palm - Il talento di una donna inglese (Irina Palm)
- Premio Magritte
  - 2012

Candidatura a miglior regista per Quartier lointain
2014
Candidatura a miglior regista per Vijay - Il mio amico indiano (Vijay and I)
Candidatura a miglior sceneggiatura per Vijay - Il mio amico indiano (Vijay and I)
2019
Candidatura a miglior sceneggiatura per Bye Bye Germany (Es war einmal in Deutschland...)